# European Journal of Mineralogy
L'European Journal of Mineralogy (abreujat com Eur. J. Mineral. ) és una revista científica revisada per experts creada el 1989. Publica articles de recerca en els camps de la mineralogia, la petrologia, la geoquímica, la cristal·lografia, la mineria i la mineralogia ambiental, aplicada i tècnica de manera bimestral.
Segons el Journal Citation Reports, el factor d'impacte d'aquesta revista va ser de 1.663 el 2018. Des de l'any 2019 l'editor en cap és Jannick Ingrin, assistit per cinc redactors en cap.